# Al-Ladschna al-ulimbiyya al-ʿarabiyya as-saʿudiyya
Al-Ladschna al-ulimbiyya al-ʿarabiyya as-saʿudiyya (arabisch اللجنة الأولمبية العربية السعودية, DMG al-Laǧna al-ūlimbiyya al-ʿarabiyya as-saʿūdiyya) ist das Nationale Olympische Komitee von Saudi-Arabien.

## Geschichte
Das NOK wurde 1964 gegründet und 1965 vom Internationalen Olympischen Komitee anerkannt.